# Giottino
Giottino, pseudonimo di Tommaso o Maso di Stefano (Firenze, 1324 circa – Firenze, 1372 circa), è stato un pittore italiano del Trecento.
Vasari loda particolarmente Giottino per l'uso del chiaroscuro, dalla "maniera dolcissima e tanto unita".

## Biografia

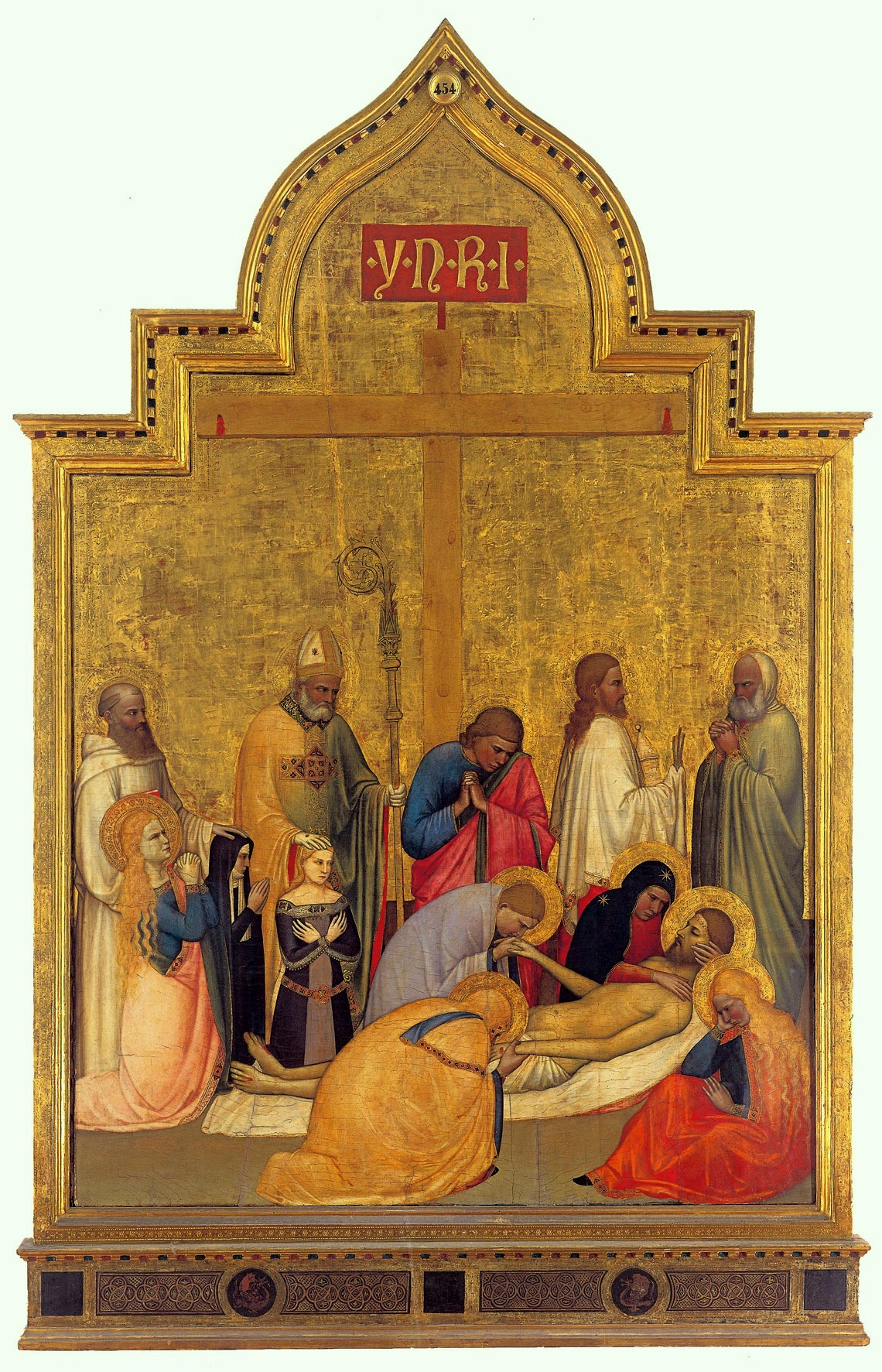
Pietà di San Remigio (1365 circa), Tempera su legno,, Galleria degli Uffizi, Firenze

Le poche informazioni si hanno grazie alle Vite del Vasari, dove però sono stati evidenziati numerosi errori: in particolare la sua personalità è unita a quella di Maso di Banco, trattando i due pittori come se fossero un unico artista (Vita di Tommaso Fiorentino detto Giottino).
Apprese fin da piccolo i principi della pittura grazie al padre, il misterioso Stefano Fiorentino, che era a sua volta un celebre pittore, tra i principali allievi di Giotto.
Fu uno dei tanti seguaci di Giotto (protogiotteschi), la sua bravura gli valse l'appellativo di Giottino ed era opinione comune che fosse figlio di Giotto.
Vasari e Ghiberti attribuirono erroneamente a Giottino gli affreschi della cappella di San Silvestro o cappella Bardi di Vernio nella Basilica di Santa Croce a Firenze, che furono dipinti invece da Maso di Banco.
Gli studiosi d'arte contemporanei assegnano, inoltre, allo stesso artista i dipinti della volta della cappella funebre della famiglia di Strozzi, sotto il Cappellone degli Spagnoli nella Basilica di Santa Maria Novella.
Un'opera certa è la Pietà del 1350 circa conservata agli Uffizi (195x134 cm). In questa opera egli riprese lo schema del Compianto del Cristo morto nella Cappella degli Scrovegni, ormai vecchio di cinquant'anni, infondendo alle figure una toccante verità fisionomica: l'espressivo pianto della Maddalena, la costernazione di San Giovanni con le mani giunte, la preoccupazione del personaggio in piedi sulla destra.
Vasari attribuisce inoltre al Giottino gli affreschi della Vita di san Nicola nella basilica inferiore di Assisi, precisamente nella Cappella di Sant'Antonio (chiamata anche del Sacramento).
Un gran numero di opere furono attribuite all'artista come l'Apparizione della Vergine a san Bernardo o il tabernacolo della Maestà in Piazza Tasso a Firenze; alcuni suoi disegni che rappresentano l'espulsione nel 1343 del duca di Atene da Firenze e una statua marmorea sul campanile di Giotto a Firenze. Inoltre gli sono stati attribuiti due frammenti di affreschi con teste di santi provenienti dalla chiesa di San Pancrazio e ora conservati presso il Museo degli Innocenti.